# 约翰斯通
约翰斯通 是位于英国苏格兰中央低地西部伦弗鲁郡的一个小镇。
该镇位于佩斯利以西5公里处，格拉斯哥市中心以西19公里处，基尔温宁东北方向19公里处。同时，该镇地处大格拉斯哥都市区的西部边界处，是苏格兰最大的组合城市——格拉斯哥的一部分。

## 图集
- 住宅区
- 市区一角
- 广场

## 著名人物
- 戈登·拉姆齐 – 苏格兰厨师
- 乔治·里德 – 澳大利亚第4任总理（1904-1905年）